# Libby's
Libby's (Libby, Mcneil & Libby) es una marca y antigua empresa estadounidense dedicada a la producción de alimentos y bebidas enlatados. La empresa se fundó en 1869 en Chicago, Illinois. La marca Libby's pertenece actualmente a Libby's Brand Holding, con sede en Ginebra, Suiza, y cuenta con licencias para varias empresas de todo el mundo, entre ellas Nestlé y Conagra Brands.

## Historia

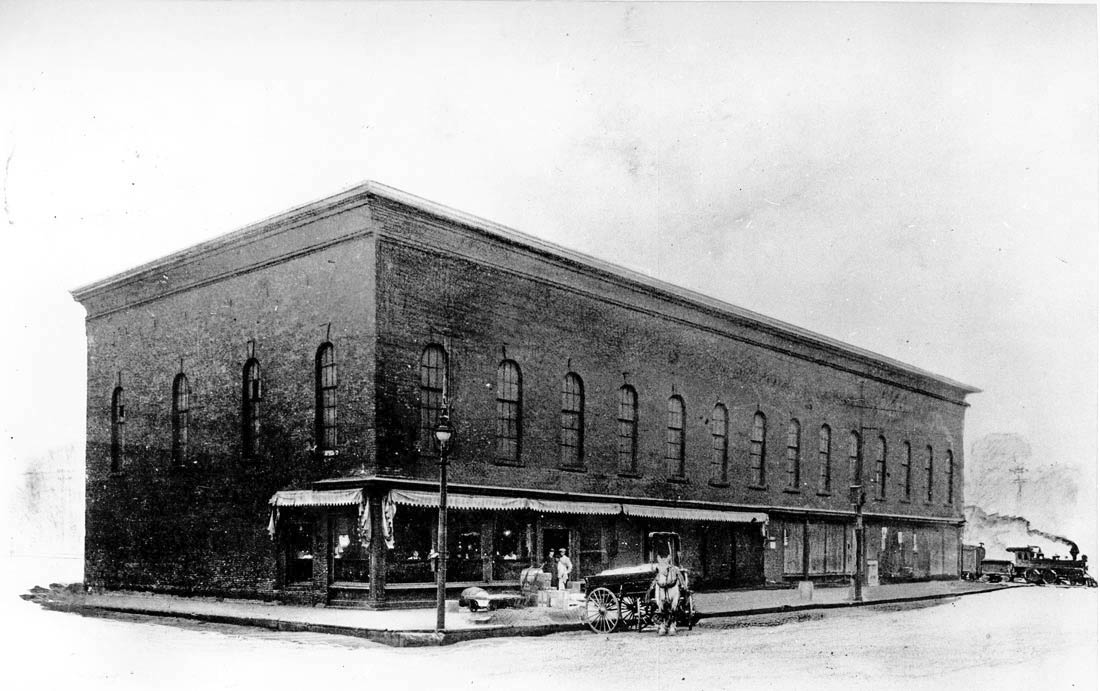
La primera planta de Libby's en Chicago

La empresa fue fundada como Libby, McNeil & Libby en Chicago, Illinois, por Archibald McNeil y los hermanos Arthur y Charles Libby. El negocio empezó con un producto cárnico enlatado, carne de res en salmuera o carne en conserva. La empresa empezó siendo pequeña y posteriormente experimento con la conservación de lenguas de buey, res y cerdo. El producto se hizo conocido cuando la empresa empezó a envasar la carne en una lata con forma trapezoidal a partir de 1875. En 1880, tenía 1.500 empleados en Chicago. En 1918, William F. Burrows fue registrado como presidente de la compañía.
En la mitad de la década de 1930, Libby's tenía alrededor de 9,000 empleados solo en el área de Chicago. Durante la década de 1940, sus ventas anuales sobrepasaban los 100 millones de dólares. Antes y después de la Segunda Guerra Mundial, Libby's tenía operaciones de enlatado fuera de los Estados Unidos en Bélgica y Francia, en Leer en el norte de Alemania, y en el Reino Unido.
Libby, McNeil & Libby fue adquirido por Nestlé en 1970. En la década de 1970, las cenas congeladas de la marca "Libbyland" se comercializaron dirigidas a los niños, usando una mascota llamada "Libby the Kid".
Nestlé introdujo a Juicy Juice en 1977, y se comercializó bajo el nombre de Libby's. En 2006, Nestlé empezó a comercializar a Juicy Juice. En 2014, Nestlé vendió la marca y el negocio de Juicy Juice a Harvest Hill Beverage Company, una empresa de cartera de Brynwood Partners.
En 1982, el negocio de verduras enlatadas de Libby's fue adquirido por S. S. Pierce Company (actualmente Seneca Foods) y su negocio de frutas enlatadas fue adquirido por California Canners and Growers (Cal Can). En 1984, Cal Can se fusionó con Tri-Valley Growers. En 2000, Tri-Valley Growers se declaró en quiebra y la mayor parte de sus operaciones, incluidos los derechos del negocio de frutas enlatadas de Libby's, fueron adquiridos por Signature Fruit LLC en 2001. En 2006, Seneca Foods adquirió Signature Fruit.
Niagara Trading Company (actualmente NTC Marketing, Inc.) adquirió una licencia a largo plazo para el nombre de Libby's para piña enlatadas y jugos en 1983.
En 1998, el negocio de carne enlatada de Libby's fue vendido por Nestlé a International Home Foods. En 2000, International Home Foods fue adquirido por ConAgra.
En 2006, Nestlé vendó la marca Libby's a una entidad suiza que se paso a conocerse como "Libby Brand Holding". 

Marca denominativa aislada utilizada desde 1994.

En noviembre de 2009, Libby's anunció que debido al mal clima en sus granjas de calabazas en Illinois y a un stock agotado, era probable que hubiera una escasez de calabazas enlatadas a medida que se acercaba el Día de Acción de Gracias. Libby's representa la gran mayoría de la producción de calabazas enlatadas en los Estados Unidos, y el déficit impulsó a Libby's a establecer granjas en varios estados como cobertura contra otra escasez masiva como la que ocurrió en 2009.
En 2010, Walton & Post, Inc. adquirió una licencia a largo plazo para la marca registrada Libby's, para varios artículos, incluyendo néctares, cremas y comidas preparadas.
En 2015, Peaty Mills plc. adquirió la licencia de la marca Libby's para alimentos en conserva en el Reino Unido, Irlanda y Portugal, con la excepción de la carne en conserva, calabaza y jugos de fruta. La licencia de la marca para los jugos de fruta en el Reino Unido pertenece a Refresco.
La marca Libby's en las Islas Canarias, España y Portugal está licenciada a Establecimientos Industriales Archipiélago S.A.